# Knut Kleve
Knut Kleve (* 24. Februar 1926 in Oslo, Norwegen; † 11. Februar 2017) war ein norwegischer Altphilologe.

## Leben
Kleve, der Sohn des Großhändlers Alfred Lauritz Kleve und der Miriam Blom Bakke, war während der deutschen Besatzung Norwegens Mitglied der Widerstandsbewegung. Er wurde im Mai 1942 gefangen genommen und bis Juni 1944 in der Møllergata 19 und im Polizeihäftlingslager Grini gefangen gehalten. Während seiner Gefangenschaft lernte er den mitgefangenen Professor der Klassischen Philologie Eiliv Skard kennen, der ihn im Lateinischen unterrichtete. 1945 absolvierte er seinen Schulbesuch am Kristelig Gymnasium in Oslo mit dem examen artium. Das Studium an der Universität Oslo schloss er als cand. mag. ab. 1957 begann er, an der Universität Oslo zu lehren. In seiner Dissertation beschäftigte er sich mit der Lehre von den Göttern im Epikureismus, einschließlich der Schrift De natura deorum des Marcus Tullius Cicero. Die Arbeit aus dem Jahr 1963 trägt den Titel Gnosis theon. Die Lehre von der natürlichen Gotteserkenntnis in der epikureischen Theologie. Vom selben Jahr an war er Professor an der Universität Bergen. Von da an entwickelte er ein Interesse an der epikureischen Bibliothek in Herculaneum, die in der Mitte des 18. Jahrhunderts ausgegraben worden war. Er beteiligte sich an der Entzifferung von Papyrusfragmenten. 1974 wurde Kleve Professor an der Universität Oslo. Zusammen mit Brynjulf Fosse entwickelte er eine Methode zur Wiederherstellung karbonisierter Papyrusfragmente. Von 1983 leitete er die Arbeiten zur Restauration am Centro Internazionale per lo Studio dei Papiri Ercolanesi in Neapel. Durch diese Arbeiten konnten Fragmente des Lukrez, des Ennius und des Caecilius Statius wiedergewonnen werden. Kleve war Mitglied der Norwegischen Akademie der Wissenschaften.
Kleve war verheiratet mit Ragnhild Abusdal von 1951 bis 1952, mit Esther Thylander von 1957 bis 1972, mit der Psychologin Kari Aud Ljøstad von 1972 an, und mit Liv Jorunn Storstein von 1974 bis 1992.

## Schriften (Auswahl)
- Schriftenverzeichnis bis 1996 in Symbolae Osloenses 71 (1996), S. 237–246.
- Die „Urbewegung“ der epikureischen Atome und die Ewigkeit der Götter, in: Symbolae Osloenses 35 (1959), S. 55–62.
- Gnosis Theon. Die Lehre von der natürlichen Gotteserkenntnis in der epikureischen Theologie. Ausgangspunkt der Studie: Cicero, De natura deorum I (= Symbolae Osloenses Fasc. suppl. 19). 1963.
- Lucretius in Herculaneum, in: Cronache Ercolanesi 19 (1989), S. 5–27.
- Ennius in Herculaneum, in: Cronache Ercolanesi 20 (1990) S. 5–16.
- Three technical guides to the papyri of Herculaneum: how to unroll, how to remove sovrapposti, how to take pictures, in: Cronache Ercolanesi 21 (1991), S. 111–124.
- How to read an Illegible Papyrus. Towards an edition of PHerc. 78, Caecilius Statius, Obolostates sive Faenerator, in: Cronache Ercolanesi 26 (1996), S. 5–12.
- Lucretius’ Book II in P. Herc. 395, in: Bernhard Palme (Hrsg.), Akten des 23. Internationalen Papyrologenkongresses. Wien 2007, S. 347–354, PDF.